# بانسکا شتیاوینتسا
بانسکا شتیاوینتسا (به آلمانی: Schemnitz) یک شهرک با جمعیت ۱۰٬۶۶۲ نفر که در Banská Štiavnica District، اسلواکی واقع شده‌است.